# مقاطعة كينغمان (كانساس)
مقاطعة كينغمان (بالإنجليزية: Kingman County)‏ هي إحدى المقاطعات في ولاية كانساس، الولايات المتحدة الأمريكية.